# Frank Foss
Frank Kent Foss (Chicago, 9 maggio 1895 – Hinsdale, 5 aprile 1989) è stato un astista statunitense.

## Palmarès
| Anno | Manifestazione | Sede    | Evento           | Risultato | Misura | Note                              |
| ---- | -------------- | ------- | ---------------- | --------- | ------ | --------------------------------- |
| 1920 | Olimpiadi      | Anversa | Salto con l'asta | Oro       | 4,09 m | Record olimpico · Record mondiale |